# Aromas (Califórnia)
Aromas é uma Região censo-designada localizada no estado americano da Califórnia, no Condado de Monterey e Condado de San Benito.

## Demografia
Segundo o censo americano de 2000, a sua população era de 2797 habitantes.

## Geografia
De acordo com o United States Census Bureau tem uma área de 12,3 km², do qual é totalmente coberto de terra.

## Localidades na vizinhança
O diagrama seguinte representa as localidades num raio de 16 km ao redor de Aromas. 